# 艾哈迈德·叶海亚
艾哈迈德·叶海亚（1945年—），柬埔寨占族政治人物。他是桑兰西党成员，2003年当选为柬埔寨国民议会磅湛省代表。艾哈迈德·叶海亚也是首部于2011年出版的注释占语和高棉语《古兰经》译本的总编辑。
2016年，他与奥斯曼哈桑因修建一条穿过金边新中央清真寺大院的新道路而发生激烈的法律纠纷。2019年8月，艾哈迈德·叶海亚和他的侄子伊斯梅尔·奥斯曼因贩卖人口罪被判处15年监禁。